# Tiphia femorata femorata
Tiphia femorata femorata é uma subespécie de insetos himenópteros, mais especificamente de vespas parasíticas pertencente à família Tiphiidae.
A autoridade científica da subespécie é Fabricius, tendo sido descrita no ano de 1775.
Trata-se de uma subespécie presente no território português.